# Radostín (okres Žďár nad Sázavou)
Radostín (německy Radostin) je obec v okrese Žďár nad Sázavou v Kraji Vysočina. Žije zde 154 obyvatel.

## Historie
První písemná zmínka o obci pochází z roku 1454.
V letech 2006–2010 působila jako starostka Edita Šulerová, od roku 2010 tuto funkci zastával Jiří Nagy.
Radostín v roce 2001 obdržel ocenění v soutěži Vesnice Vysočiny, konkrétně získala ocenění zelená stuha, tj. ocenění za péči o zeleň a životní prostředí. V roce 2004 obdržel ocenění v soutěži Vesnice Vysočiny, konkrétně získal ocenění zlatá stuha, tj. se stal vítězem, který postoupil do celostátního kola a obec se stala Vesnicí Vysočiny.
| Rok            | 1869 | 1880 | 1890 | 1900 | 1910 | 1921 | 1930 | 1950 | 1961 | 1970 | 1980 | 1991 | 2001 | 2011 | 2021 |
| -------------- | ---- | ---- | ---- | ---- | ---- | ---- | ---- | ---- | ---- | ---- | ---- | ---- | ---- | ---- | ---- |
| Počet obyvatel | 677  | 614  | 549  | 565  | 626  | 547  | 564  | 340  | 289  | 264  | 232  | 181  | 165  | 165  | 144  |
| Počet domů     | 92   | 91   | 82   | 84   | 89   | 89   | 101  | 105  | 90   | 87   | 77   | 94   | 107  | 111  | 115  |

## Pamětihodnosti
- Kaple sv. Rosálie

## Galerie

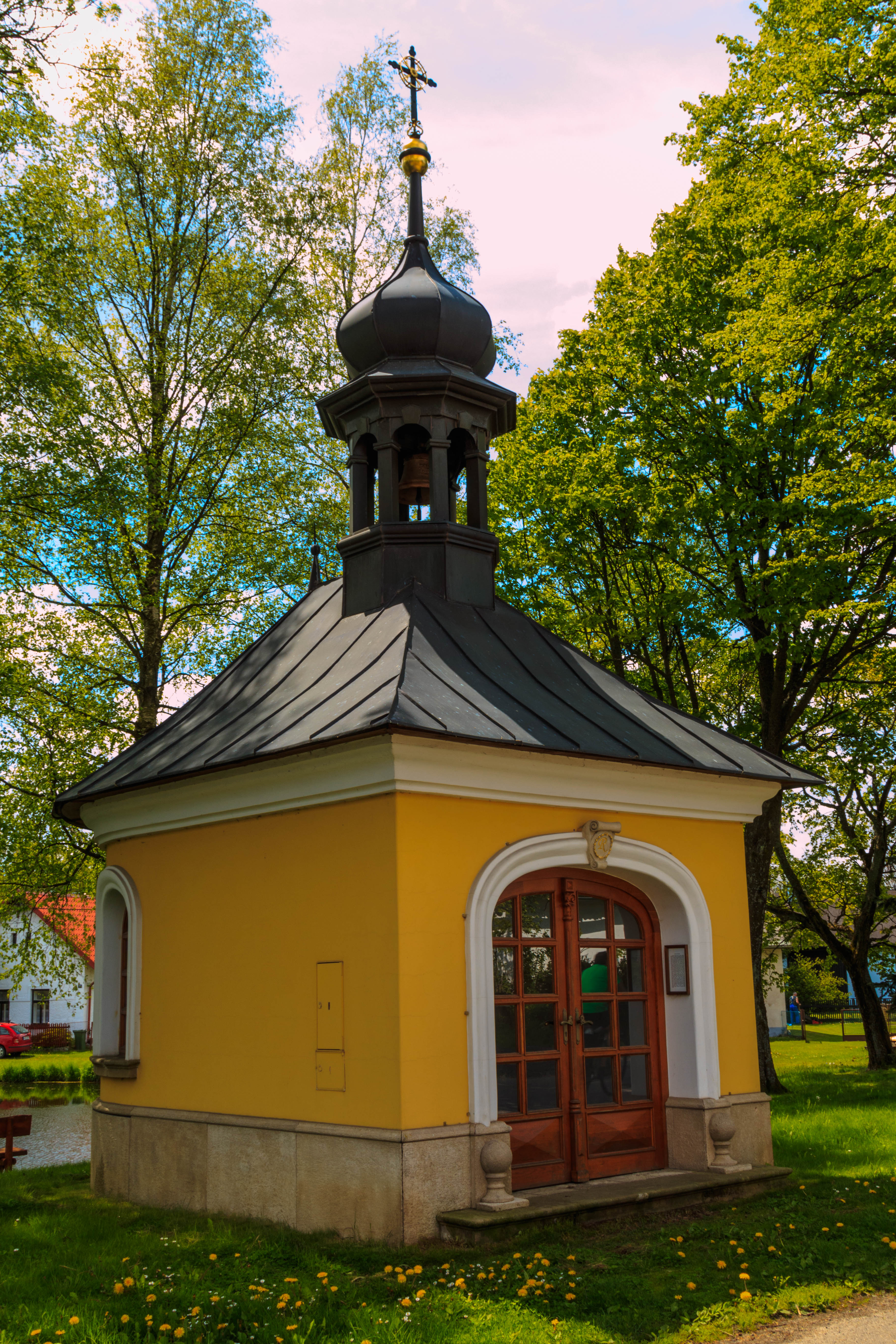
Kaple v Radostíně
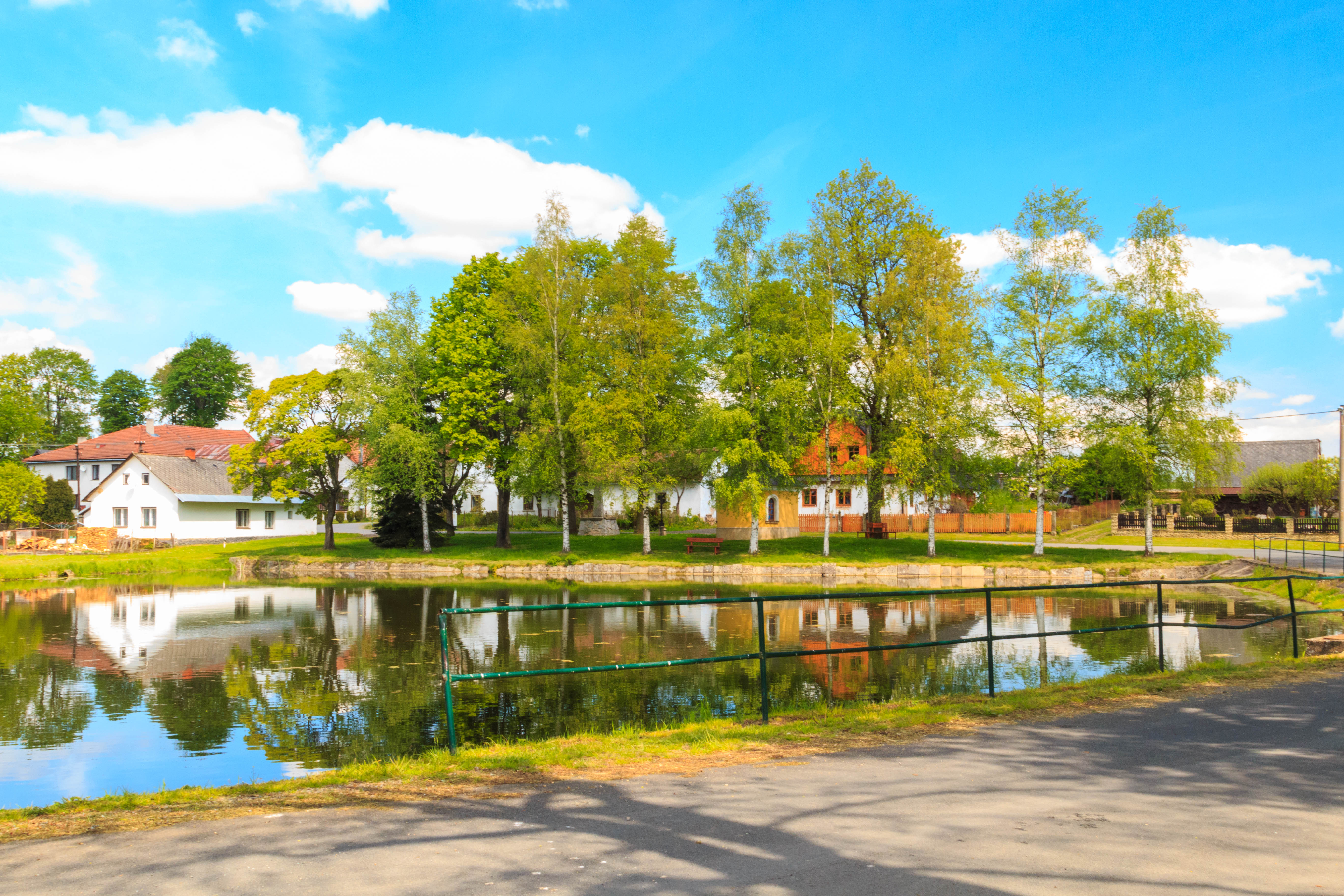
Návesní rybník
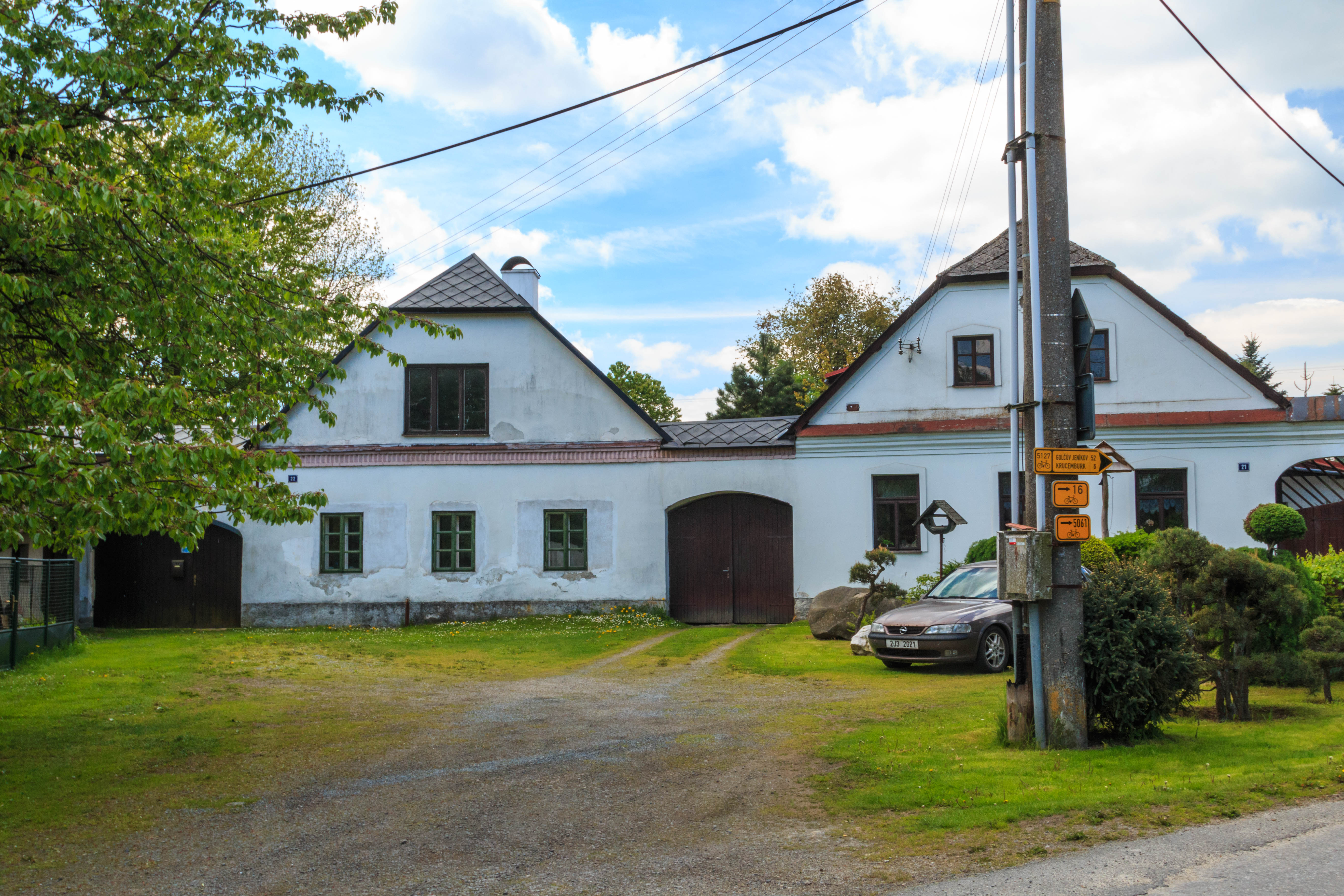
Čp. 21
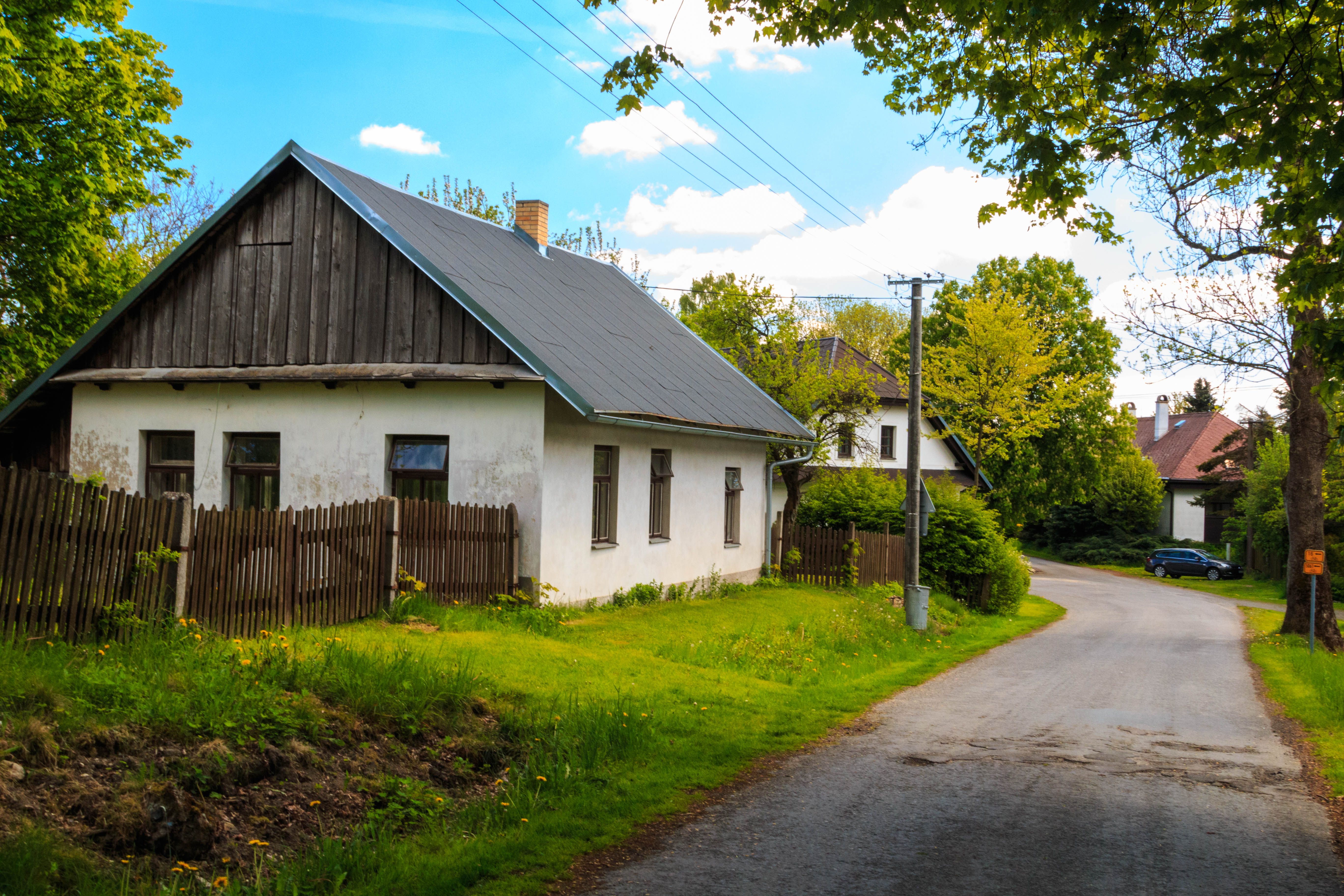
Čp. 79
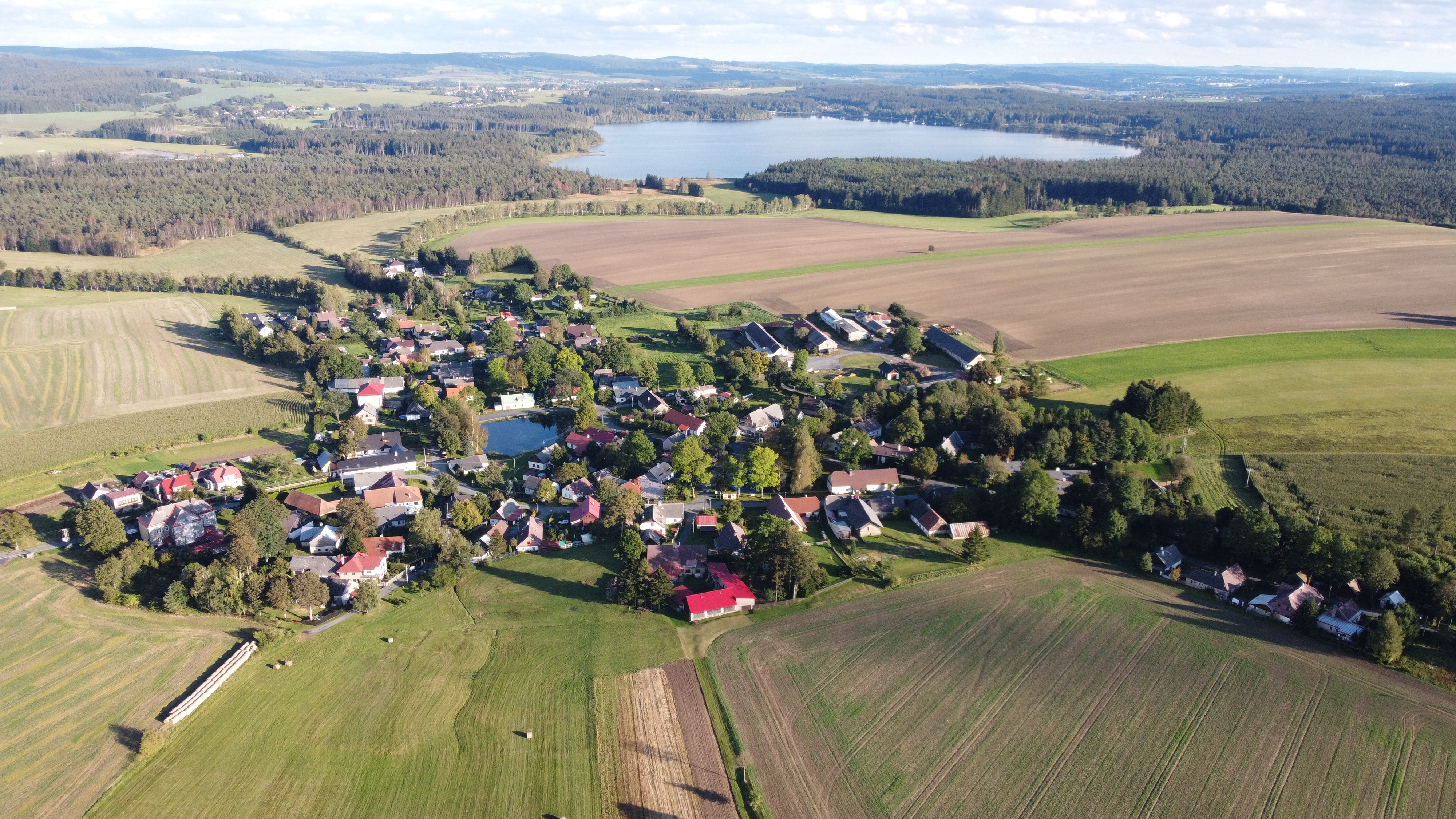
Leteckú pohled